# .cl
.cl este un domeniu de internet de nivel superior, pentru Chile (ccTLD).